# Rouge de phénol
Pour les articles homonymes, voir PSP.
Le rouge de phénol (également connu sous les noms de phénolsulfonephtaléine ou PSP) est un indicateur coloré utilisé en chimie dans les dosages acidobasiques. Son pKa est de 8,0 ; sa forme acide est jaune ; sa forme basique est rose. Sa zone de virage dans l'échelle de pH est située entre 6,6 et 8,4
| Couleurs du rouge phénol | forme acide jaune | zone de virage pH 6,6 à pH 8,4 | forme basique rose |

## Utilisations
- Le rouge de phénol est utilisé en chimie pour les dosages colorimétriques dont le pH à l'équivalence se situe dans sa zone de virage (entre 6,6 et 8,4). Le bleu de bromothymol est toutefois plus souvent utilisé pour des pH avoisinant 7,0.
- Le rouge de phénol est aussi utilisé pour contrôler le pH des piscines. Il est ainsi l'un des rares indicateurs colorés à être vendu dans le commerce.
- Le rouge de phénol est aussi très couramment utilisé dans les laboratoires de biologie, pour contrôler le pH du milieu de culture des cellules, qui doit rester neutre.

## Préparation

### Proportions
0,1 g de rouge de phénol dans 28.2 mL de NaOH 0.01M + 221.8 mL d’eau